# کولگیت-پالمولیو پاکستان
کولگیت-پالمولیو پاکستان (انگلیسی: Colgate-Palmolive Pakistan) شرکت لوازم بهداشتی پاکستانی است، که در سال ۱۹۷۷ توسط شرکت کولگیت-پالمولیو تأسیس شد.